# Szybcy i wściekli (film 1955)
Szybcy i wściekli (ang. The Fast and the Furious) – amerykański film z 1955 w reżyserii Edwarda Sampsona i Johna Irelanda.

## Obsada
- John Ireland – Frank Webster
- Dorothy Malone – Connie Adair
- Bruce Carlisle – Faber
- Iris Adrian – Wilma Belding
- Marshall Bradford – pan Hillman
- Snub Pollard – dozorca parku